# Autorité taxatrice
Au Nouveau-Brunswick (Canada), une autorité taxatrice est une subdivision de certains districts de services locaux (DSL) offrant des services complémentaires; il y a environ 50 autorités taxatrices en 2008.

## Liste
| Nom                                  | Comté          | District de services locaux | Population | Superficie (km²) |
| ------------------------------------ | -------------- | --------------------------- | ---------- | ---------------- |
| Acadie Siding                        | Kent           | Acadieville                 |            |                  |
| Alcida-et-Dauversière                | Gloucester     | Beresford, paroisse de      | 214        | 22,07            |
| Apohaqui                             | Kings          | Sussex, paroisse de         |            |                  |
| Baie-de-Bouctouche                   | Kent           | Wellington, paroisse de     |            |                  |
| Baie-Verte-Intérieur                 | Westmorland    | Baie-Verte                  |            |                  |
| Barryville-New Jersey                | Northumberland | Alnwick, paroisse d'        | 250        | 46,50            |
| Bathurst-Extérieur                   | Gloucester     | Bathurst, paroisse de       |            |                  |
| Beresford-Nord                       | Gloucester     | Beresford, paroisse de      |            |                  |
| Black Rock                           | Gloucester     | New Bandon, paroisse de     |            |                  |
| Bonny River-Second Falls             | Charlotte      | Saint-George, paroisse de   |            |                  |
| Burnsville                           | Gloucester     | New Bandon, paroisse de     |            |                  |
| Calhoun Road                         | Westmorland    | Dorchester, paroisse de     |            |                  |
| Canton-des-Basques                   | Gloucester     | Saumarez, paroisse de       | 244        | 1,37             |
| Carlisle Road                        | York           | Douglas, paroisse de        | 975        | 4,00             |
| Chaleur-Extérieur                    | Restigouche    | Chaleur                     |            |                  |
| Chaleur-Intérieur                    | Restigouche    | Chaleur                     |            |                  |
| Chemin-Canisto                       | Gloucester     | Saint-Louis, paroisse de    | 386        | 7,10             |
| Debec-Extérieur                      | Carleton       | Debec                       |            |                  |
| Debec-Intérieur                      | Carleton       | Debec                       |            |                  |
| Desroches                            | Kent           | Wellington, paroisse de     |            |                  |
| Douglas Harbour                      | Queens         | Canning, paroisse de        |            |                  |
| Douglas-Intérieur                    | York           | Douglas, paroisse de        |            |                  |
| Fairmont                             | Kings          | Hampton, paroisse d'        |            |                  |
| Grand-Brûlis-du-Lac                  | Westmorland    | Moncton, paroisse de        | 393        | 23,13            |
| Hampton-Intérieur                    | Kings          | Hampton, paroisse d'        |            |                  |
| Havelock-Intérieur                   | Kings          | Havelock, paroisse d'       | 376        | 13,98            |
| Howorth                              | York           | New Maryland, paroisse de   |            |                  |
| Ile-de-Lac-Baker                     | Madawaska      | Lac-Baker, paroisse de      |            |                  |
| Irishtown                            | Westmorland    | Moncton, paroisse de        |            |                  |
| Lakeside Estates                     | York           | Estey's Bridge              |            |                  |
| Lower Douglas                        | York           | Douglas, paroisse de        |            |                  |
| Lower Millstream                     | Kings          | Studholm, paroisse de       |            |                  |
| Maugerville-Intérieur                | Sunbury        | Maugerville, paroisse de    |            |                  |
| Nasonworth                           | York           | New Maryland, paroisse de   |            |                  |
| Nauwigewauk                          | Kings          | Hampton, paroisse d'        |            |                  |
| Nevers Road                          | Sunbury        | Lincoln, paroisse de        | 422        | 1,58             |
| Newcastle Creek                      | Queens         | Canning, paroisse de        |            |                  |
| New Maryland-Intérieur               | York           | New Maryland, paroisse de   |            |                  |
| Nicholas-Denys                       | Gloucester     | Beresford, paroisse de      | 932        | 76,34            |
| Oswald Grey                          | York           | Kingsclear, paroisse de     | 95         | 0,19             |
| Painsec Junction                     | Westmorland    | Moncton, paroisse de        |            |                  |
| Park Garden                          | Sunbury        | Lincoln, paroisse de        |            |                  |
| Pepper Creek                         | York           | Saint Marys, paroisse de    |            |                  |
| Petit-Rocher-Ouest                   | Gloucester     | Beresford, paroisse de      |            |                  |
| Pointe-Dixon                         | Kent           | Wellington, paroisse de     |            |                  |
| Pokeshaw                             | Gloucester     | New Bandon, paroisse de     |            |                  |
| Saint-Grégoire                       | Kent           | Wellington, paroisse de     |            |                  |
| Saint-Laurent                        | Gloucester     | Beresford, paroisse de      | 209        | 4,96             |
| Saint-Léonard–Parent                 | Madawaska      | Saint-Léonard, paroisse de  |            |                  |
| Saint-Léonard–Poitier                | Madawaska      | Saint-Léonard, paroisse de  |            |                  |
| Sheffield-Extérieur                  | Sunbury        | Sheffield, paroisse de      |            |                  |
| Sheffield-Intérieur                  | Sunbury        | Sheffield, paroisse de      |            |                  |
| Shippagan–Pointe-Alexandre           | Gloucester     | Shippagan, paroisse de      |            |                  |
| Siegas                               | Madawaska      | Sainte-Anne, paroisse de    | 257        | 5,60             |
| Subdivision-Chassé–Rang-Sept-et-Huit | Restigouche    | Grimmer, paroisse de        |            |                  |
| Thibault Range                       | Restigouche    | Grimmer, paroisse de        |            |                  |
| Wakefield-Extérieur                  | Carleton       | Wakefield, paroisse de      |            |                  |
| Wakefield-Intérieur                  | Carleton       | Wakefield, paroisse de      |            |                  |
| Wellington                           | Kent           | Wellington, paroisse de     |            |                  |
| Westfield-Est                        | Kings          | Westfield, paroisse de      | 623        | 60,71            |